# The Saturdays
Den engelske pigegruppe The Saturdays udsendte i oktober 2009 deres andet album, Wordshaker i hjemlandet England.
Størstedelen af albummet er skrevet i samarbejde med den norske sangskriver Ina Wroldsen, som tidligere har arbejdet med gruppen. Hun har også arbejdet med navne som Leona Lewis, Pixie Lott og The Pussycat Dolls.
Første single, "Forever Is Over", er dog blevet til i et samarbejde mellem James Bourne (fra det engelske rockband Busted) og producerteamet The Runaways, der også stod bag Keri Hilson-singlen "Energy".
James Bourne skrev oprindelig nummeret til Kelly Clarkson, men efter at have hørt det, bad The Saturdays om at få lov til at indspille det.
The Saturdays debuterede i 2008 med albummet "Chasing Lights".
Gruppen(The Saturdays) består af: Frankie Sandford, Una Healy, Vanessa White, Rochelle Humes og Mollie King 
The Saturdays fik deres første nummer 1 i 2013 med singlen "What About Us".